# Венепункција
Венепункција или венопунктура је медицинска процедура заснована на  интравенозном приступу којим се добија: адекватно обележени узорк венске крви из вене пацијента у циљу дијагностике (која се назива и флеботомија)  или метода интравенске терапије, у циљу убризгавања лекова, хране или хемотерапије и намерно испуштања крви из лакатне вене, у количини од 300-500 ml, која има за циљ да смањи волумен течности у циркулацији, што најчешће врло брзо побољшава стање болесника.
У здравству, ову процедуру спроводи особље из медицинске лабораторије, лекари, болничари, флеботомисти, техничари за дијализу и друго медицинско особље. У ветерини процедуру обављају ветеринари и ветеринарски техничари.
Примена интравенске терапије је сложен процес који захтева стручно знање и вештину медицинске сестре/медицинског техничара. Предуслов за квалитетну венепункцију је правилно постављена игла или интравенска канила.
Венепункција је једна од  најчешћих медицинско-технички поступак који се користи у болничком лечењу и нези пацијената. Према подацима из стручне литературе, преко 70% хоспитализованих пацијената има уграђену интравенску канилу.

## Индикације
Венепункција је једна од најчешће рутински извођених инвазивних процедура која се спроводи из следећих разлога:
- добијање крви у дијагностичке сврхе, као важан дијагностички алат који је доступан клиничарима у оквиру здравствене заштите,
- праћење нивоа крвних компоненти,[2]
- примена терапијских третмана укључујући лекове, исхрану или хемотерапију,
- уклањање крви због вишка нивоа гвожђа или еритроцита (црвених крвних зрнаца)
- прикупљање крви за каснију употребу, углавном за трансфузију било од даваоца или од друге особе.

Анализа крви је важан дијагностички алат који је доступан клиничарима у оквиру здравствене заштите.

## Поступак

### Припрема
Венепункција почиње приприпремом која има за циљ:
- потврдити идентитет пацијента
- прикзпљање три врсте информација (име и презиме, датум рођења, број собе)
- адекватну заштиту (заштитна одећа и наочаре) особе која онавља венепункцију и адекватна заштита пацијента ако је у изолацији ( маска и наочаре).

### Венепункција
Крв се најчешће добија из површинских вена горњег екстремитета.  Средња кубитална вена, која лежи у кубиталној јами испред лакта, и која је близу површине коже и без много је великих нерава у близини, најпогоодинји је избор. Друге вене које се могу користити у кубиталној јами за венепункцију укључују цефаличну, базиличну и средњу антебрахијалну вену.
Мале количине крви могу се узети узорковањем из прстију и код новорођенчади узети убодом пете или из вена скалпа са крилатом инфузионом иглом.
Флеботомија (или рез у вену) уместо убодом иглом користи се у циљу лечење одређених болести као што су хемохроматоза и примарна и секундарна полицитемија.
При извођењу венепункциуе неопходно је пратити стандардну процедуру за узимање узорака крви како би се добили тачне лабораторијске резултате. Свака грешка у прикупљању крви или пуњењу епрувета може довести до погрешних лабораторијских резултата.

## Компликације
Студија о даваоцима крви из 1996. године (након примене веће игле за давање крви него у рутинској венепункцији) открила је да је 1 од 6.300 давалаца задобио повреду нерва.
Ризик и нежељени ефекти могу укључивати различите симтоме као што су: вртоглавица, знојење и пад броја откуцаја срца и крвног притиска.